# 560 f.Kr.
| 560 f.Kr.          |
| ------------------ |
| Dødsfald - Fødsler |
|                    |

## Begivenheder
- Krøsus bliver konge af Lydien.
- statuen Kalvebæreren (Moschophoros) laves, og udstilles senere i Akropolismuseet i Athen

## Dødsfald
- Amel-Marduk, konge af Babylon
- Leon, konge af Sparta

| År | Spire Denne artikel om et år, årti, århundrede eller årtusinde er en spire som bør udbygges. Du er velkommen til at hjælpe Wikipedia ved at udvide den. |